# Scott Curtis
Pour les articles homonymes, voir Curtis.
Scott Curtis (de son nom de naissance John Scott Curtis) est un ancien acteur, principalement de télévision, américain, né le 5 mai 1976, à Van Nuys, Californie. Il est principalement connu pour avoir interprété le rôle de Cameron dans le film de 1988, Cameron's Closet, ainsi que pour celui de Brandon Capwell, pendant deux saisons, dans la série Santa Barbara.
À 14 ans, il décida d'arrêter sa carrière d'acteur pour se consacrer à sa véritable passion, la musique, notamment la batterie.

## Filmographie partielle

### Cinéma
- 1988 : Cameron's Closet

### Télévision
- 1984-1985 : Santa Barbara (2 saisons, 61 épisodes)
- 1985 : Les Routes du paradis (1 épisode)
- 1986 : Quoi de neuf docteur ? (2 épisodes)
- 1987 : Les Craquantes (1 épisode)
- 1989 : Arabesque (1 épisode)
- 1990 : La Fête à la maison (2 épisodes)

## Distinctions

### Nominations
- Saturn Award :
  - Nommé au Saturn Award du meilleur jeune acteur 1988 (Cameron's Closet)